# Bataille de Belchite
Guerre d'Espagne
La bataille de Belchite est une opération militaire menée par les troupes républicaines espagnoles, fidèles à la République, contre les forces nationalistes, entre le 24 août et le 6 septembre 1937, durant la guerre d'Espagne. Le but des opérations militaires était la conquête de la capitale provinciale de Saragosse, afin de redonner l'avantage aux troupes républicaines mises en difficulté dans le nord.
Les combats se déroulèrent le long du front d'Aragon, mais à la suite de leur échec et l'impossibilité d'avancer plus loin dans les autres secteurs, les combats se concentrèrent autour du village de Belchite, qui connut des affrontements extrêmement violents. Malgré le déséquilibre des forces, les troupes nationalistes arrivèrent à contenir majoritairement l'avancée républicaine, ce qui transforma la victoire de l'armée républicaine, qui avait réussi à s'emparer de plusieurs villages aragonais, en relatif échec, la ville de Saragosse restant fermement aux mains des nationalistes.

## Contexte
Après avoir échoué à s'emparer de Brunete, le commandement de l'armée républicaine décida de lancer une nouvelle série d'offensives afin de ralentir l'avancée nationaliste au nord. Il fut donc décidé de mener une nouvelle campagne en Aragon.
La décision ne fut pas prise sur des motifs uniquement militaires, mais également de politique intérieure. Le gouvernement central de Juan Negrín et Indalecio Prieto y voyait l'occasion d'affaiblir l'influence des anarchistes et du POUM dans la région, où le Conseil régional de défense d'Aragon fonctionnait sous les ordres de Joaquín Ascaso comme un gouvernement autonome. Dans ce but, les hommes de Madrid souhaitaient y transférer des troupes communistes et y intégrer les unités anarchistes dans trois divisions de la nouvelle « armée de l'Est », placée sous le commandement du général Sebastián Pozas Perea.
Un autre objectif était de prendre Saragosse, capitale de l'Aragon, qui se trouvait à quelques kilomètres à peine du front. La ville était en effet au cœur du réseau de communication de l'Aragon. De plus, la capture de ce chef-lieu de province aurait offert aux républicains un prestige important.
Les nationalistes avaient seulement trois divisions pour protéger la zone, à savoir les 51e, 52e et 105e divisions. Elles étaient réparties sur un front long de 300 kilomètres, et restaient cantonnées dans les villes. Le général Pozas et Antonio Cordon (en) avaient leur quartier général à Bujaraloz. Leur plan était de briser le front en sept endroits différents, sur une ligne de 100 kilomètres, entre Zuera et Belchite. Le but était de diviser les forces nationalistes dans leur contre-attaque et n'offrir que des cibles trop réduites pour les bombardements (qui avaient causé des ravages à Brunete).

## Combats

### Offensive républicaine

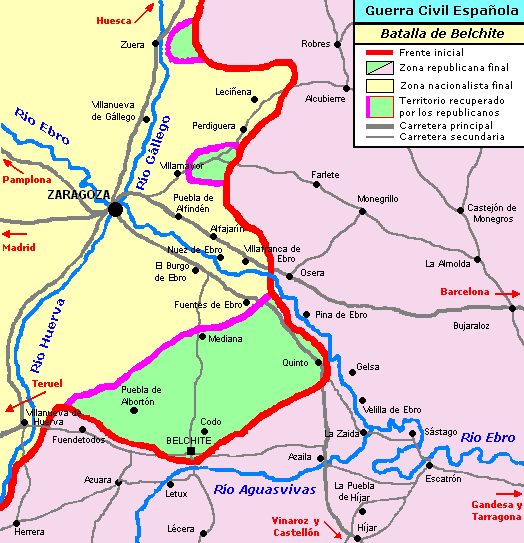
Carte de la bataille de Belchite. Trait rouge : Front initial. Trait violet : Front final.

Les 80 000 hommes de l'armée de l'Est, soutenue par les XIe et XVe brigades internationales, trois escadrons de 90 avions (Polikarpov I-16 Moscas et Polikarpov I-15 Chatos) et 105 chars T-26, se lancèrent dans plusieurs directions - trois routes principales et cinq secondaires. Au nord et au centre, les républicains ne réussirent à s'emparer que de territoires inoccupés. Au sud, les troupes s'emparèrent des villages de Mediana, puis, après quatre jours de combat, de Quinto. Dans le village de Codo stationnaient trois compagnies carlistes qui retinrent deux brigades républicaines. Une résistance plus importante encore fut rencontrée à Belchite, où 7 000 nationalistes résistèrent jusqu'au 7 septembre dans la ville assiégée. Les retards pris par l'armée républicaine donnèrent le temps aux franquistes d'obtenir des renforts et de faire échouer définitivement toute opération sur Saragosse.

### Contre-offensive nationaliste
Les nationalistes apportèrent de nombreux hommes - cinq divisions, dont deux retirées du front de Madrid -, de l'artillerie et de l'aviation (65 Fiat CR.32, Heinkel He 46, Savoia-Marchetti SM.79 et Messerschmitt Bf 109). La contre-offensive, qui débuta le 30 août, ne leur permit pas de reprendre quelque territoire. Les opérations se terminèrent le 6 septembre, sans que le front ait à nouveau considérablement bougé.

## Conséquences
Bien que les républicains réussirent à gagner du terrain et à repousser la ligne de front de 10 kilomètres, ils échouèrent dans leurs deux objectifs principaux : les nationalistes ne repoussèrent pas leur grande offensive au nord, et la prise républicaine de Saragosse fut un échec. L'échec de l'opération n'échappa d'ailleurs pas à Prieto qui, insatisfait et mécontent du rôle joué par les conseillers russes, envoya à Pozas un télégramme pour lui dire : « Autant de forces pour prendre quatre ou cinq villages ne satisfont pas le ministre de la Défense ni personne. »
De Belchite, il ne resta plus que des ruines. Franco ordonna qu'elles soient laissées en l'état, comme un monument « vivant » de la guerre. Une nouvelle ville fut construite près de l'ancienne. Le site est encore fréquenté par les réalisateurs de films.
Depuis 2017, les ruines de l'ancien village peuvent être visitées lors de visites guidées organisées par l'office de tourisme de Belchite.

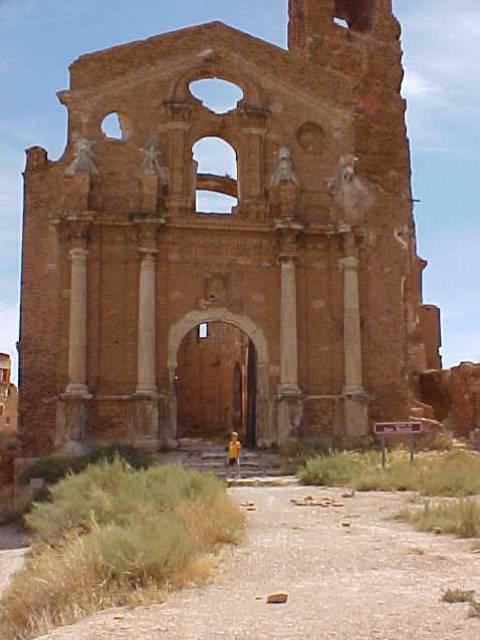
Les ruines du vieux village de Belchite.